# Annie Quattropistole
Annie Quattropistole è un personaggio dei fumetti, che appare spesso nelle pagine del Piccolo Ranger

## Il personaggio
Quasi una caricatura della famosa Calamity Jane, appare diverse volte nella saga del Piccolo Ranger. Si presenta come una vecchia e bizzarra signora, armata di tutto punto, dalla ridicola e poco femminile fisionomia. Vedova di ben sette mariti, appare comunque ansiosa di trovare presto l'ottavo. Le sue fatiche sono però costellate di diversi insuccessi, che la portano talvolta ad avere un atteggiamento aggressivo verso gli uomini e in particolare verso il ranger Frankie Bellevan, destinato ad essere il principale oggetto delle sue attenzioni.
La complessa personalità di Annie, però, non si ferma qui. Non di rado sa anche essere dolcissima con i suoi cari, soprattutto con il Piccolo Ranger e con Claretta Morning, che la chiamano affettuosamente zia. Abilissima nel tiro, sa anche battersi con coraggio e sovente queste capacità le permettono di cavasela anche nelle situazioni più difficili. Come Frankie Bellevan, usa un colorito linguaggio che la rende un'autentica macchietta,  tra i più spassosi protagonisti della serie.